# Phloeostichidae
Phloeostichidae je čeleď brouků z nadčeledi Cucujoidea, která vznikla oddělením od původní čeledi Boganiidae a rozdělením na tři samostatné čeledi Boganiidae, Cavognathidae a Phloeostichidae.

## Taxonomie
- Rod Phloeostichus Redtenbacher, 1842
  - Phloeostichus denticollis Redtenbacher, 1842 - střední Evropa až východní Sibiř
- Rod Rhopalobrachium
  - Rhopalobrachium clavipes  - Chile
  - Rhopalobrachium crowsoni Lawrence, 1995 - Austrálie
  - Rhopalobrachium penai Lawrence, 1995 - Chile
- Rod Hymaea
  - Hymaea magna Sen Gupta & Crowson - Austrálie
  - Hymaea parallela Carter - Austrálie
  - Hymaea succinifera Pascoe - Tasmánie
- Rod Bunyastichus Leschen et al., 2005
  - Bunyastichus monteithi Leschen et al., 2005